# Террі Пейн
Те́ррі Пейн (англ. Terry Paine, нар. 23 березня 1939, Вінчестер) — англійський футболіст, фланговий півзахисник.
Насамперед відомий виступами за клуб «Саутгемптон», а також за національну збірну Англії.
У складі збірної — чемпіон світу.

## Клубна кар'єра
У дорослому футболі дебютував у 1956 році виступами за команду клубу «Саутгемптон», в якій провів вісімнадцять сезонів, взявши участь у 713 матчах чемпіонату. Більшість часу, проведеного у складі «Саутгемптона», був гравцем основного складу команди.
Завершив професійну ігрову кар'єру у нижчоліговому клубі «Герефорд Юнайтед», за команду якого виступав протягом 1974—1977 років.

## Виступи за збірну
У 1963 році дебютував в офіційних матчах у складі національної збірної Англії. Протягом кар'єри у національній команді, яка тривала 4 роки, провів у формі головної команди країни 19 матчів, забивши 7 голів.
У складі збірної був учасником чемпіонату світу 1966 року в Англії, здобувши в тому ж році титул чемпіона світу.

## Титули і досягнення
- Чемпіон світу (1): 1966